# Royal City (Washington)
Royal City je grad u američkoj saveznoj državi Washington. Prema popisu stanovništva iz 2010. u njemu je živjelo 2.140 stanovnika.